# Концерт (мультфильм, 1990)
«Концерт» — мультипликационный фильм. Фильм-притча о двойной морали человеческой сути в отношении к окружающему его миру и к животным.

## Создатели
| режиссёр                  | Гульмира Нугманова       |
| сценарист                 | Ирина Марголина          |
| художник-постановщик      | Энвер Изетов             |
| художники-мультипликаторы | Валерий Жирнов Оксим Тен |
| оператор                  | Ольга Барок              |
| композитор                | Дмитрий Янов-Яновский    |
| звукооператор             | Нариман Шадиев           |

## Сюжет
Фильм озвучен на киностудии «АКРАКРТ» на 2003 году и фильм дублирован на киностудии « США АРЕН» английский дубляжа на 2009 году Вечерний город. Высший свет общества съезжается к концертному залу на своих роскошных автомобилях. Перед нашим взором открывается жестокая картина, действие которой развиваются в концертном зале при прослушивании высшим светом общества классической музыки, где ожившие шубы, превратившиеся снова в животных и проникшие в зрительный зал, просят у людей о проявлении к ним гуманности, но люди к ним абсолютно безразличны. Всё происходящее было лишь плодом фантазии некой писательницы, сочиняющей назидательную историю, которая осуждает жестокость человека. Однако допечатав последнее слово своей назидательной истории писательница—гуманистка спокойно встаёт и уходит, надев при этом свою лисью шубу. Только там, в рассказе, это было искусство, а здесь — это наша реальная жизнь.
Аннотированный каталог художественного кино Узбекистана 1925-2008. Ташкент.2009 г. 240 илл. ISBN 978-9943-322-85-1
Анимационные фильмы - 395. "Концерт" стр. 130
https://mytashkent.uz/2017/12/07/annotirovannyj-katalog-hudozhestvennogo-kino-uzbekistana-1925-2008/ 